# Duane Barry (The X-Files)
«Duane Barry» es el quinto episodio de la segunda temporada y el episodio 29 en general de la serie de televisión de ciencia ficción The X-Files. Se emitió originalmente en los Estados Unidos y Canadá el 14 de octubre de 1994 en la cadena Fox. El episodio fue escrito y dirigido por el productor ejecutivo Chris Carter. «Duane Barry» recibió una calificación Nielsen de 8,9 y fue visto por 8,5 millones de hogares. El episodio recibió críticas en gran medida positivas de los críticos.
El programa se centra en los agentes especiales del FBI Fox Mulder (David Duchovny) y Dana Scully (Gillian Anderson) que trabajan en casos relacionados con lo paranormal, llamados expedientes X. En el episodio, Mulder se involucra en una situación de rehenes con un paciente psiquiátrico que se escapó, llamado Duane Barry (Steve Railsback), quien afirma estar aterrorizado por frecuentes abducciones extraterrestres. «Duane Barry» fue un hito en la historia de la serie, marcando los eventos que llevarían a Scully a ser abducida por extraterrestres, lo que a su vez la llevaría a desarrollar cáncer en las temporadas 4 y 5. También daría lugar al nacimiento de su hijo, William, al final de la octava temporada.
El episodio marcó el debut de Chris Carter como director. Si bien nunca antes había dirigido, continuaría dirigiendo episodios como «The List», «The Post-Modern Prometheus», «Triangle» e «Improbable», así como el segundo largometraje, The X-Files: I Want to Believe y tres episodios de la décima temporada. La trama se inspiró en la historia real de Phineas Gage, un caso médico del siglo XIX.

## Argumento
En 1985, en su casa de Pulaski, Virginia, Duane Barry (Steve Railsback) es abducido por extraterrestres. Ocho años después, Barry se convirtió en un paciente violento en una institución mental, se niega a tomar su medicación e insiste en que los extraterrestres volverán por él. Ataca a un guardia de seguridad y le roba su arma, tomando como rehén al psiquiatra jefe el Dr. Hakkie antes de escapar. Barry busca regresar a su sitio de abducción original con el Dr. Hakkie, con la esperanza de que los extraterrestres se lleven al médico cuando regresen. Pero como no puede recordar dónde se encuentra el lugar de la abducción, Barry se dirige a una agencia de viajes en Richmond y toma como rehenes a los tres empleados junto con el Dr. Hakkie.
Fox Mulder (David Duchovny) y Alex Krycek (Nicholas Lea) son llamados a la situación de rehenes por la agente Lucy Kazdin (CCH Pounder), ya que Barry insiste en que es un abducido por extraterrestres. Mulder se pone en contacto con Dana Scully (Gillian Anderson) para pedirle ayuda y le pide que investigue la historia de Barry. Mulder actúa como negociador de rehenes y llama a Barry para ganarse su confianza y que el enfrentamiento se resuelva pacíficamente. Barry rápidamente se da cuenta de esto, lo que hace que Mulder se entere de que es un exagente del FBI. Se produce un corte de energía que asusta a Barry y hace que dispare su arma, dándole a uno de los rehenes. Mulder se dirige al interior de la agencia de viajes con un paramédico. Barry libera al rehén herido a cambio de Mulder, a quien se le indica que lleve a Barry cerca de la puerta principal de la agencia para que los francotiradores puedan dispararle.
Scully llega y revela que la corteza frontal de Barry se dañó cuando le dispararon en la cabeza en 1982; ella piensa que esta lesión ha convertido a Barry en un mentiroso patológico psicópata. Mulder habla con Barry, quien afirma que los extraterrestres le realizaron pruebas dolorosas y colocaron dispositivos de rastreo en su cuerpo. Mulder, en contra de las órdenes del agente Kazdin, le dice a Barry que cree en su historia y lo convence de dejar ir a dos rehenes más. Sin embargo, cuando Mulder pregunta si Barry está mintiendo, se enfurece. Mulder engaña a Barry para que se acerque a la puerta principal donde un francotirador le dispara a Barry.
Al día siguiente, Mulder visita a Barry en el hospital. Aparece el agente Kazdin, que revela que se encontraron implantes de metal en el cuerpo de Barry y que se encontraron pequeños agujeros en sus dientes, de la misma manera que él había descrito. Mulder le da uno de los implantes a Scully, quien lo hace revisar por un experto en balística; encuentran un código de barras microscópico impreso en él. Más tarde, en un supermercado, Scully pasa el implante por un escáner de caja, lo que hace que la máquina no funcione correctamente y muestre un número de serie extraño. En su casa, Scully deja un mensaje en el buzón de voz de Mulder, sugiriendo que Barry había sido «catalogado» por el implante. Pero en ese momento, Barry, después de haber escapado del hospital, irrumpe por la ventana de Scully y la secuestra.

## Producción

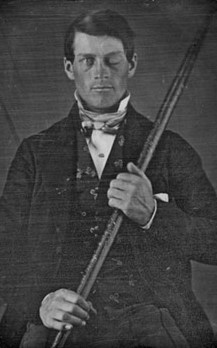
Parte del episodio se inspiró en el caso real de Phineas Gage.

### Concepción
Originalmente estaba planeado para ser un episodio de mitología independiente, pero la noticia del embarazo de Gillian Anderson llevó a la creación de un episodio de dos partes, ya que el equipo de producción sabía que necesitaban que Anderson desapareciera hasta que diera a luz. El episodio que le siguió, «Ascension», fue escrito por Paul Brown.
Gran parte de la inspiración de Carter para el episodio provino de los informes de Phineas Gage, quien experimentó un cambio de personalidad después de que un accidente provocara que una barra de hierro le atravesara completamente la cabeza  (aunque la idea de que Gage se volvió violento, inmoral o un mentiroso patológico, como lo describe Scully, no tiene fundamento). El uso de un torno dental por parte de los extraterrestres en Barry se inspiró en un vecino de Carter que dijo que fue abducido y que los extraterrestres perforaron agujeros en sus dientes, que un dentista analizó y dijo que no se podía hacer con ningún equipo que conociera.
Los extraterrestres vistos al comienzo del episodio fueron interpretados por niños. Carter escribió específicamente el papel de Duane Barry con Steve Railsback en mente, y dijo: «Me resistí a elegir los nombres principales solo porque te saca del programa; hace que el programa sea menos creíble. Pero hay ciertos actores que simplemente piden la parte». Originalmente, el personaje de Railsback se llamaba Duane Garry, pero se cambió a Duane Barry después de enterarse de que una persona dentro de la Oficina Federal de Investigaciones tenía el mismo nombre. Carter mencionó que al principio no le gustaba el nuevo nombre, pero se acostumbró con el tiempo.

### Rodaje
Este episodio marcó el debut como director de Chris Carter. Siendo el primero que había dirigido, David Nutter, del equipo de dirección, lo ayudó, le dio consejos y le mostró qué hacer. Con la ayuda de Nutter, Carter aprendió a bloquear escenas enteras. Al comentar sobre su experiencia, Carter dijo que a veces seguía los consejos de Nutter «al pie de la letra». Al dirigir el episodio, Carter quería crear una sensación diferente para el episodio, centrándose más en las actuaciones de los actores que en los diseños mecánicos del escenario. Carter declaró que dirigiendo aprendió sobre «cosas que das por sentado como escritor y productor», que llevan a «compromisos» por cosas que Carter no podía hacer en la pantalla, y comparó el episodio con una obra de teatro, ya que la mayoría se desarrolla en un solo lugar, la agencia de viajes.
Durante el rodaje de la abducción de Duane Barry, tuvieron un «agotamiento de película» que, según Carter, le dio a la escena un «efecto muy espeluznante». Rodar esa escena fue una «prueba real» según Carter. Carter estaba complacido con el resultado, diciendo que pudo mostrar a los espectadores lo que quería de The X-Files, en el que sintió que tuvo «mucho éxito». El equipo de efectos visuales tuvo que colgar una «luz gigante» sobre la casa donde Barry estaba siendo abducido. Les tomó 45 minutos filmar la escena. Según Carter, se requirió mucho trabajo en equipo para filmar esa escena en particular. Como dice Carter, en realidad se vio obligado a permanecer «detrás de la cámara». para ver los resultados finales. Para los experimentos, se colocó a Railsback en un modelo de yeso de su espalda mientras lo levantaba un dispositivo hidráulico y se le rociaba agua en la boca para el taladro dental.

## Recepción
«Duane Barry» se estrenó en la cadena Fox el 14 de octubre de 1994. Este episodio obtuvo una calificación Nielsen de 8,9, con una participación de 16, lo que significa que aproximadamente el 8,9 por ciento de todos los hogares equipados con televisión y el 16 por ciento de los hogares viendo televisión, sintonizaron el episodio. Fue visto por 8,5 millones de hogares. CCH Pounder y Chris Carter obtuvieron nominaciones al Primetime Emmy por «excelencia en la televisión en horario estelar» por su trabajo en este episodio. Pounder fue nominada en la categoría «Actriz invitada destacada en una serie dramática», mientras que Carter fue nominada en la categoría «Logro individual destacado en escritura para una serie dramática». El episodio también fue nominado en las categorías «Logro individual sobresaliente en la edición de sonido para una serie» y «Logro individual sobresaliente en la edición de una serie - Producción con una sola cámara». El director de fotografía John Bartley también recibió una nominación al Premio al Logro Sobresaliente por Televisión Episódica de la Sociedad Americana de Directores de Fotografía.
El episodio fue bien recibido por el elenco y el equipo de The X-Files. El productor J.P. Finn elogió el episodio y la dirección de Carter y dijo: «Todos estábamos bastante nerviosos al hacerlo, porque Chris Carter era un nuevo director. Resultó que dirigió muy bien... Fue un gran guion, un gran elenco, y terminó dirigiendo un home run. Una de las cosas encantadoras fue el final, donde colocamos estas cabezas extraterrestres en niños pequeños. Fue muy entrañable verlos en el set entre tomas, jugando con Chris y todos». El actor David Duchovny dijo sobre la dirección de Carter: «Chris llegó meticulosamente preparado, que es su naturaleza. Creo que su primer episodio fue genial». El propio Carter lo describió como uno de sus episodios favoritos porque «era una oportunidad para mí de hacerlo todo, y salió mejor de lo que imaginaba».
El episodio recibió críticas en gran parte positivas de los críticos de televisión. Matt Roush de USA Today dijo que la actuación de Steve Railsback como Duane Barry rivalizó con su interpretación de Charles Manson en la miniserie de televisión de 1976 Helter Skelter. Un crítico anónimo del Contra Costa Times calificó el episodio como «seminal». San Jose Mercury News dijo que Railsback dio lo que iba a ser la «última actuación de X-Files» en 2002 después de que el programa fuera cancelado. Robert Shearman y Lars Pearson, en su libro Wanting to Believe: A Critical Guide to The X-Files, Millennium & The Lone Gunmen, le dieron al episodio una crítica entusiasta y lo calificaron con cinco estrellas de cinco. Los dos lo llamaron «lo mejor de la carrera de Chris Carter» y elogiaron su escritura y dirección, señalando que ambos fueron hechos «poderosamente» y «apasionadamente». Shearman y Pearson también aplaudieron la simplicidad del episodio y lo citaron como el factor que hizo que la entrada se destacara de las demás.  Zack Handlen de The A.V. Club lo nombró un episodio «esencial» de The X-Files. Además, elogió la actuación de Railsback y escribió que «hay una intensidad sudorosa en sus mejores actuaciones que hace que sea imposible apartar la vista de él; pero aún así no puedes aceptar nada de lo que dice al pie de la letra».